# Raphitoma purpurea
Raphitoma purpurea é uma espécie de gastrópode do gênero Raphitoma, pertencente a família Raphitomidae.